# William Campbell Preston Breckinridge
William Campbell Preston Breckinridge, född 28 augusti 1837 i Baltimore, Maryland, död 18 november 1904 i Lexington, Kentucky, var en amerikansk politiker. Han kom från den betydande politiska familjen Breckinridge i Kentucky och var ledamot av USA:s representanthus 1885–1895.
Breckinridge avlade 1857 juristexamen vid University of Louisville. I amerikanska inbördeskriget tjänstgjorde han i Amerikas konfedererade staters armé och befordrades till överste. I slutet av kriget var han president Jefferson Davis livvakt.
Breckinridge arbetade efter kriget som åklagare och som publicist i Kentucky; dessutom undervisade han i juridik vid University of Kentucky. Han var medlem i Demokratiska partiet och blev invald i representanthuset i kongressvalet 1884. Efter fem mandatperioder efterträddes han som kongressledamot av William Claiborne Owens.
Breckinridge kandiderade utan framgång i kongressvalet 1896 som kandidat för utbrytarpartiet National Democratic Party.